# Leiostemon thurberi
Leiostemon thurberi là một loài thực vật có hoa trong họ Mã đề. Loài này được (Torr.) Greene mô tả khoa học đầu tiên năm 1906.